# Бенни, Артур Иванович
Арту́р Ива́нович (Иога́ннович) Бенни́  или Бе́нни (27 ноября 1839 (или 1840), Томашув-Равский (ныне Томашув-Мазовецкий), Петроковская губерния, Царство Польское — 27 декабря (либо 28 декабря) 1867 (9 января 1868), Рим, Италия) — российский революционер, журналист и переводчик.
Выходец из Польши, принявший в 1857 году британское подданство. На исходе рисорджименто принял участие во втором походе гарибальдийских отрядов на Рим в качестве журналиста, был ранен 3 ноября 1867 года в сражении при Ментане и вскоре умер. Прототип и персонаж произведений Н. С. Лескова «Некуда» и «Загадочный человек».

## Детские годы и обучение

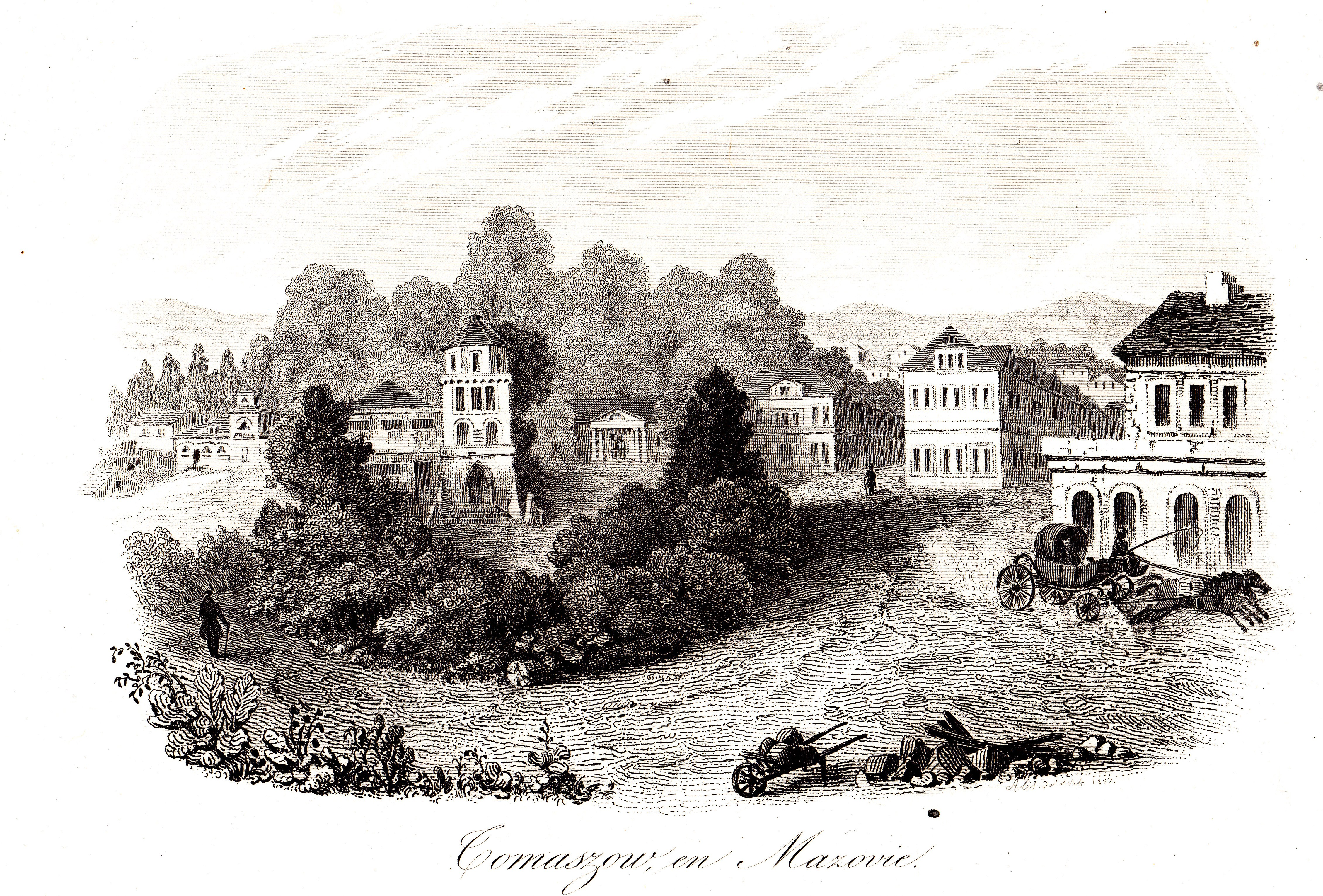
Панорама Томашува с гравюры 1837 г. Леонарда Ходзько

Артур Бенни родился в польском местечке Томашув-Равский бывшей Петроковской губернии в космополитической семье, где мать Мэри Уайт (1800—1874) была англичанкой, а отец — Ян (Johann) Яков Бенни (1800—1863), евангелический пастор и учёный-гебраист, — был полунемецко-полуитальянского происхождения, предки которого были евреями. Артур имел двух братьев — старшего Германа (1834—1900), после смерти отца также томашовского пастора, и младшего Карла (1843—1916), позднее ставшего варшавским врачом, а также двух сестёр — Анну (1830-?) и Марию (1836—1909). Юный Бенни с детства владел польским и русским языками. Домашним языком был английский язык.
Десяти лет Артур был отдан в гимназию г. Петроков, где поступил сразу в третий класс. Воспитанный отцом в классической традиции, юный Бенни знал о Риме, Афинах и Спарте больше, нежели о самой Польше. По признанию Бенни, в доме своего отца он совершенно не знал польского характера, а познакомившись с детьми польских шляхтичей, Артур «услыхал от этих детей ложь, хвастовство и льстивость» и кроме этого, по его словам, он не выносил «высокомерного и презрительного отношения этих мальчиков к простолюдинам и особенно к слугам, с которыми у нас в доме всегда было принято обращение самое мягкое».

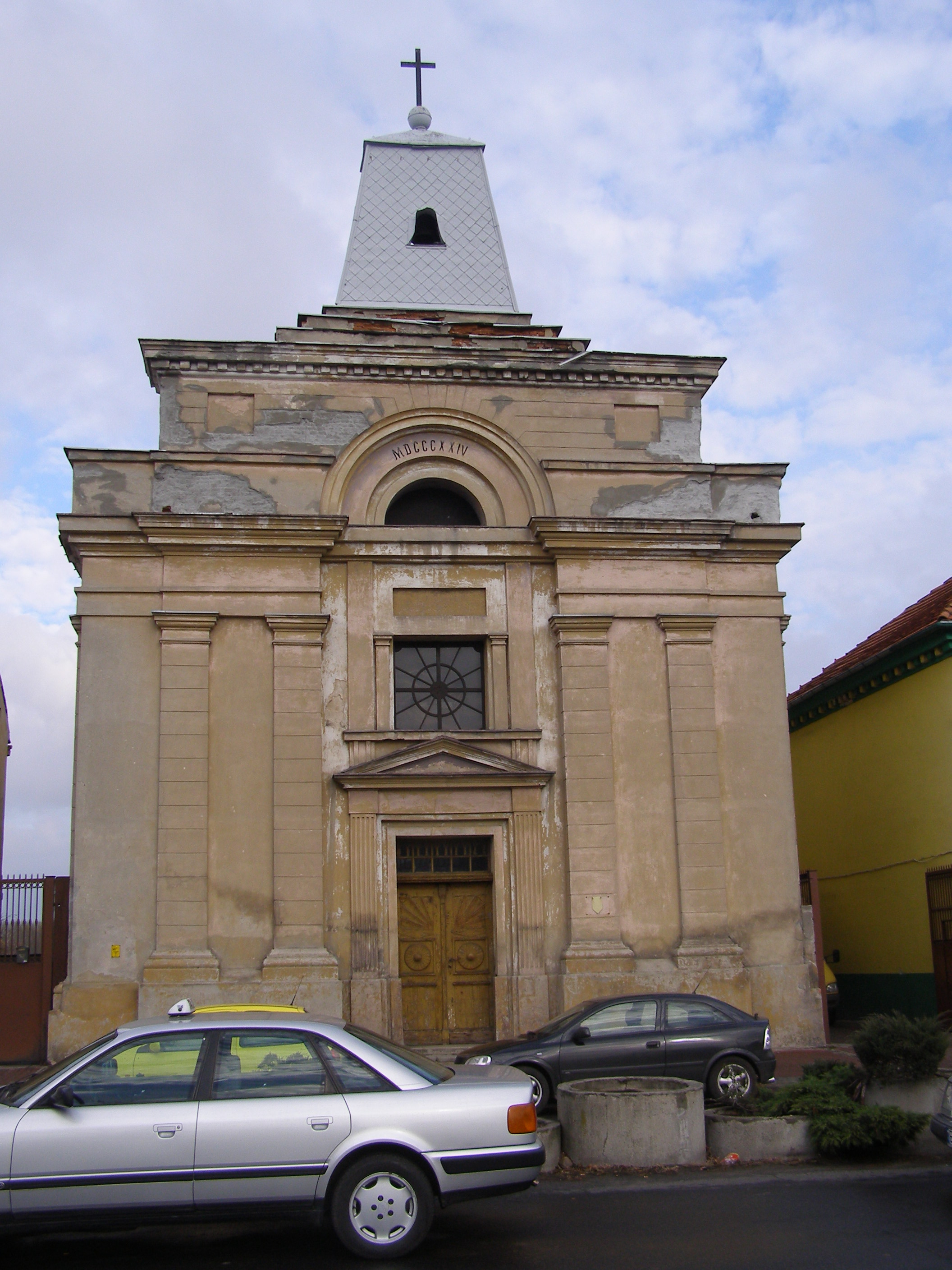
Евангелическая церковь Томашува, где служили отец и брат А.Бенни

В Польше в то время было расквартировано множество русских войск. Несколько военных находились в доме, где жили петрковские гимназисты. Как-то один больной солдат выбрался во двор подышать свежим воздухом. Увидев его, ребята, как будто невзначай, стали бросать в него мяч. В ответ на это Артур сказал сверстникам, что те ведут себя «не по-рыцарски», на что услышал возражение, что сам он «za nadto rycerz» (слишком рыцарь), а поляку не пристало по-рыцарски церемониться с москалём. После этого юный Бенни, разгневавшись, произнёс знаменательную фразу: «Если, будучи поляком, нельзя быть рыцарем, то я лучше не хочу быть и поляком…»
С этого момента начинается живой интерес Бенни к изучению России, её истории, быта, народа. Но в классе все сверстники смеялись над русофильским чудачеством своего однокашника и осуждали его. По окончании гимназии в 1857 году Артур покинул Польшу и уехал в Великобританию к брату своей матери продолжать своё образование.
В Англии Бенни, по его признанию, целый год осваивал славянские и восточные языки, в том числе монгольский язык и некий «сибирский» язык, изучаемые им в Британском Музее. Помимо этого в Лондоне Бенни приобрёл техническую специальность, получил британское подданство, должность в Военном министерстве. Он работал сначала в самом Лондоне, а позднее поступил на инженерскую должность в Вулиджский арсенал (лондонский оружейный завод), где получал оклад в размере 500 фунтов стерлингов или 5000 рублей серебром.

## Бенни и Россия
Ещё подростком, вопреки окружающей неприязни к России, познакомившись с русским простонародьем, Бенни заинтересовался русской общиной с её круговой порукой.

И артель, и община, и круговая порука мне нравились всё более и более, и я, с одной стороны, сгорал нетерпением увидать, как живут люди в общине и в артели, а с другой — приходил в отчаяние, как честные люди всего мира не видят преимуществ такого устройства перед всякими иными организациями? Я был твёрдо убеждён, что русская община со временем будет понята и усвоена всем миром, и тогда на свете будет конец пролетариату. Я решил и всегда потом чувствовал, что отсюда начинается исполнение пророчества Иезекииля о приближении времени, когда «все мечи раскуют на рала». «Жизнь мою… я тогда же определил положить за успех этой задачи».— Николай Лесков, «Загадочный человек», гл. 4.
В Лондоне под влиянием рано усвоенных социалистических идей Артур Бенни сблизился с М. А. Бакуниным, А. И. Герценом, Н. П. Огарёвым и другими представителями русской, а также польской эмиграции. У Герцена, с которым Бенни познакомился в конце 1858 года, Бенни нашёл радушный приём, он давал уроки лингвистики в качестве домашнего учителя его дочери Ольги Александровны. Знакомство с русской эмиграцией укрепило в Бенни интерес к России и симпатию к русскому народу, в котором юный социалист увидел надежду для осуществления своих идеалов. В июле 1859 года Бенни решает покинуть государственную службу и переезжает за город к некоему английскому аристократу в качестве личного секретаря, однако он по-прежнему часто навещает столицу для встреч с Герценом.

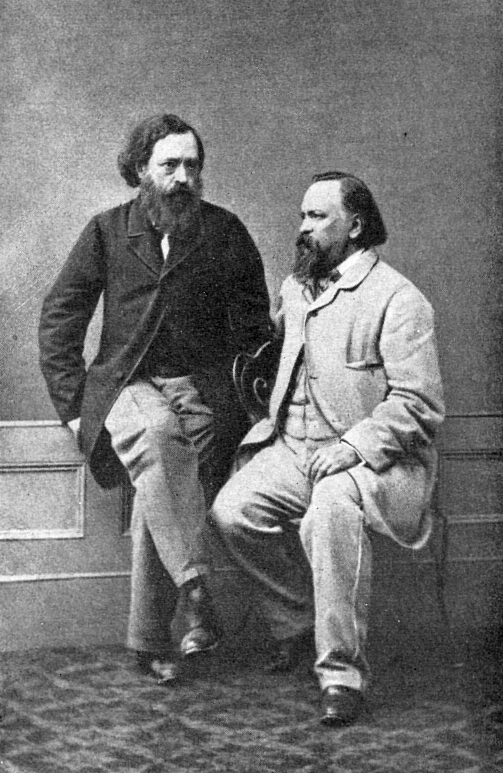
Портрет А. Герцена и Н. П. Огарёва, подаренный Тургеневу через А. Бенни

Под влиянием Герцена Артур Бенни увлёкся идеей подготовки польского вооружённого восстания. Год спустя, 1 июля 1860 года, на торжественном банкете в честь третьей годовщины «Колокола» Бенни произнёс речь от имени польских инсургентов. В ожидании подлинного революционного дела Бенни торопил Герцена отправить его в Россию с ответственным поручением. В ноябре 1860 года Артур отправился в центр польской революционной эмиграции в Париже, там же жил и учился младший брат Артура — Карл, — студент-медик. Артур также ехал изучать медицину, однако вёз с собой рекомендательные письма Герцена к опальному эмигранту князю П. В. Долгорукову и И. С. Тургеневу. В Париже юный Бенни познакомился с Т. П. Пассек и известным впоследствии литературным критиком В. В. Чуйко, учившимся в то время в Сорбонне.
Там же завязываются отношения с сербом Павловичем, поляком Генрихом Абихтом, чешским журналистом Йозефом Вацлавом Фричем. В мае 1861 года Артур возвращается в Лондон и представляет Герцену своего нового парижского знакомого, им оказался сибирский купец А. Ф. Томашевский, сын ссыльного поляка, приехавший в Европу в поисках инвестиций в томские золотые прииски. По Лескову, Томашевский объявил Герцену о своём желании у себя в Сибири наладить перепечатку герценовского «Колокола». Однако известный эмигрант и герценовский эмиссар В. И. Кельсиев оспорил это утверждение писателя (Бенни и Кельсиев познакомились в Англии в 1860 году).
Так или иначе, Артур Бенни и втрое старший его Томашевский принимают решение ехать в Россию совместно: Артуру был необходим опытный и знающий Россию человек, а Томашевскому, не знавшему европейских языков, нужен был переводчик (хотя при нём и до этого был платный переводчик, но он его отпустил, поскольку Бенни оплачивал свою поездку сам). Кроме того, Бенни ехал в Санкт-Петербург с грузом герценовской печати. С этого момента (конец июня 1861 года) начинаются четырёхлетние мытарства по России британского подданного. Как только Бенни со спутником прибыли в Петербург, Томашевский почувствовал себя свободнее в родной языковой стихии и сменил обращение с молодым англичанином, отныне он стал высказывать Артуру привычное высокомерие заправского купца, осознающего своё материальное превосходство. В заключение, беллетризованный купец Лескова пригрозил Бенни сдать его в полицию вместе с «Колоколом», если тот не покинет его, на этом отношения Томашевского и Бенни прекратились.
В качестве герценовского эмиссара Артур Бенни был с энтузиазмом принят в революционных кружках российской столицы. Кельсиев дал Артуру Бенни для явки в Петербурге рекомендательное письмо члену организации «Земля и воля» Андрею Ивановичу Ничипоренко, через которого Бенни познакомился с поэтом Н. С. Курочкиным, С. С. Громекой, Н. В. Альбертини и др.

### Революционная деятельность
Первое, что предпринял Бенни в Петербурге — это смотр готовности революционных сил или по терминологии Лескова «манёвры». Суть этого смотра состояла в том, чтобы всех преданных делу революции деятелей собрать на одной из петербургских площадей для проведения условной манифестации. Смысл смотра состоял в том, чтобы убедиться в справедливости мнения о том, что русский народ готов в любую минуту выступить против самодержавия. Мнение это Артур Бенни слышал как от самого Герцена, так и от его приверженцев в России. Бенни пытались отговорить под разными предлогами от манифестации, но тот настоял на своём. В назначенное время на манифестацию явились трое пеших и двое революционеров на извозчике («чтобы легче удирать», по ядовитому замечанию Лескова).
Бенни намеревался доложить свои наблюдения о революционном состоянии России в письме Герцену, но картина реальной активности петербургских революционных кружков могла лишь дискредитировать их перед Герценом. С этого момента начинаются политические трения между Бенни и его петербургскими покровителями, которым такая инспекция их революционности по многим причинам была неудобна. Спустя месяц, в конце июля, Бенни и Ничипоренко решают предпринять совместную агитационную поездку в Нижний Новгород, Москву и Полтавскую губернию, попутно заехав в Мценск к Тургеневу. Бенни вместе с Ничипоренко составили текст адреса на имя государя с просьбой о даровании России конституции. Целью агитации было собрать максимальное количество подписей среди народа и придать делу широкий размах. В намерении ближе узнать глубинную Россию и русский народ (а для этого побывать на Нижегородской ярмарке) агитаторам помогал П. И. Мельников-Печёрский.
Попытка собрать подписи в Нижнем оказалась неудачной. Кельсиев утверждал, что видел под адресом всего пять фамилий. На непродолжительное время агитаторы остановились в Москве, где Н. С. Лесков познакомил их с редакцией еженедельника «Русская речь» Евгении Тур, в том числе с её сыном Евгением Салиасом, А. С. Сувориным, М. Ф. Де-Пуле и др. Затем они проследовали далее в Орловскую губернию, навестили в Спасском-Лутовинове И. С. Тургенева, в Малоархангельске В. И. Якушкина (прототипа тургеневского Базарова), но поездка в Полтаву так и не состоялась, так как в Орле Бенни получил телеграмму, заставившую агитаторов срочно вернуться в Москву.
Возвращение в Москву для английского социалиста закончилось крупной неприятностью. Он встретился с И. С. Аксаковым и М. Н. Катковым и попытался заручиться их поддержкой и подписями на обращении к царю, однако встретил решительный отказ. По информации Кельсиева, Катков спросил Бенни, от чьего имени исходит обращение. Бенни солгал, что оно исходит от самого Герцена. Тогда консервативный московский журналист потребовал подтверждения причастности Герцена, но Бенни не смог привести никаких доказательств. Когда Артур появился в конце сентября в Петербурге, в городе уже вовсю ходили слухи о том, что он является агентом III Отделения.

### Клевета
По мнению Лескова, автором клеветы являлся Андрей Ничипоренко — «жалкий и в то же время роковой <для Бенни> человек». По мнению современного американского исследователя Уильяма Эджертона, причиной обвинений в шпионаже мог быть невинный обман Артуром Бенни влиятельного журналиста Михаила Каткова с целью придать своему предприятию большую вескость. Историк и журналист, многолетний редактор солидного и популярного журнала «Русский вестник» М. Н. Катков, сам в недалёком прошлом англоман и сторонник конституционной монархии, в 1861 году эволюционировал в своих воззрениях далеко вправо, о чём Бенни как иностранец мог не знать, поэтому поступок Бенни мог восприниматься Катковым как провокационная мальчишеская выходка, но мотивов объявлять своего политического врага правительственным агентом у Каткова отнюдь не было.
Так или иначе, навет, возведённый на честного революционера, и разочарование в собственной способности убеждать, агитировать народ огорчили пылкого юношу, он начал сомневаться в возможности добиться справедливого переустройства в России. Возвращавшемуся в конце августа с летнего отдыха в Париж Тургеневу Бенни передал длинное письмо для Герцена с историей злополучного конституционного адреса Александру II, однако Тургенев письма адресату не передал, а до самого Герцена стали доходить неприятные слухи из России о роли Бенни, он хранил молчание, и это удручало юношу. Если бы письмо было своевременно передано Герцену, подозрения о загадочном англичанине были бы своевременно сняты, предполагает У. Эджертон.
Не дождавшись реабилитации от Герцена, Бенни сам решает первым же пароходом плыть в Лондон и при личной встрече с Герценом выяснить все недоразумения, а также просить его о письменном опровержении в «Колоколе» сплетни о шпионаже. Однако, прибыв к Герцену, он с удивлением узнал, что тот до сих пор не видел отправленного через Тургенева письма и отказал Артуру Бенни в его просьбе. Тогда Бенни отправился из Лондона в Париж, забрал письмо у Тургенева и сам отправил его к Герцену. 7 (19) ноября Герцен отвечал Бенни, что получил его письмо с опозданием на два месяца:

Предполагаемый Вами адрес мог бы, при теперешней реакции, погубить Вас и многих. Адрес умеренный, о котором Вы пишете, может, и не дурён (хотя о главном вопросе — о выкупе крестьянских земель — там и не упомянуто) — но Вы вряд ли успеете что-нибудь сделать… Недостаточно иметь верную мысль, надобно знать средства под руками… Говоря об адресе, Вы давали чувствовать, что это согласно с нашим мнением <мнением Герцена>. Вероятно, Вы говорили с людьми, очень мало читающими «Колокол»: они Вам прямо сказали бы, что не можем соглашаться последовательно на такой адрес — а можем только не мешать ему…— А. И. Герцен, письмо Артуру Бенни 7 (19) ноября. А.И.Герцен, ПСС. Т. XXVII. Кн. 1, с. 194.
Таким образом, Герцен упрекнул Бенни за историю с адресом на имя царя, за неопытность в российских делах и прикрывание своей деятельности его именем. Знал ли Герцен, что Бенни прикрывался его именем в споре с самим Катковым, с которым в это время лондонский изгнанник уже вёл ожесточённую полемику в «Колоколе», остаётся невыясненным. Как пишет Эджертон, поскольку Герцен одобрил первоначальный план поездки Бенни с Томашевским, Артур по юношеской наивности продолжал думать, что и все последующие мероприятия также встретят одобрение Герцена.
Сомнения Герцена в отношении Артура Бенни не рассеялись даже после возвращения Бенни в Петербург. В защиту Бенни перед Герценом выступили Василий Кельсиев и князь Пётр Долгоруков. Тургенев, своей необязательностью ставший причиной охлаждения между Бенни и Герценом, пытаясь загладить свою вину, дал Бенни свой собственный адрес императору Александру II. Этот либеральный проект реформ был написан Тургеневым в конце 1860 — начале 1861 года. В течение года Тургенев его не обнародовал и лишь после затруднений Бенни решил отдать его юному англичанину, чтобы помочь восстановить его доброе имя среди петербургских и московских радикалов.
Однако либеральный тургеневский адрес государю также не вызвал энтузиазма в обществе, сбором подписями под ним Бенни не занимался. В конце концов, проект «тургеневской конституции» был уничтожен Артуром Бенни в период студенческих волнений и в преддверии возможных осложнений с полицией. Как писал Бенни Кельсиеву: «люди, которым я показывал эти документы, сначала, казалось, доверяли мне и было даже вошли в сношения, более серьёзные, со мною, но вдруг отшатнулись от меня, как я потом узнал, вследствие писем от Александра Ивановича, в которых он отказывался от всякого не только ручательства, но почти знакомства со мною». Таким образом, демократическое общество в России и за границей в своём доверии Артуру Бенни раскололось пополам.
23 ноября (5 декабря) 1861 года Герцен, инструктируя отправлявшегося в Россию нового эмиссара Н. М. Владимирова, напутствовал его следующим образом: «Сказать, что все знающие меня люди, но которым я не даю писем рекомендательных к кому-нибудь из серьёзных людей, — может, и прекрасные люди, но я за них не отвечаю. Пусть сами исследуют каждого». Владимиров уточнил, кому это нужно передать? Герцен ответил: «Например Кавелину». И через два дня тому же Владимирову: «Опять говорят о Бенни и сильно подозревают его. Да когда же я его рекомендовал? Пора быть осторожным… О Бенни скажите, во-первых, Нич<ипоренко>». Ничипоренко, следовательно, действительно был причастным к распространению слухов, но причастным опосредованно, в качестве доверенного лица А. И. Герцена. На следствии он признался, что передавал письмо Герцена с инструкциями о Бенни Громеке, Альбертини и Николаю Курочкину, то есть тем лицам, которых он сам до этого знакомил с Бенни.
Уже через пять дней, 30 ноября 1861 года, В. И. Ламанский писал из столицы в Москву И. С. Аксакову: «Знаете, меня недавно положительно уверяли, будто Б<енни> оказался шпионом, поляком Бениславским». Таким образом, клевета о Бенни распространилась за пределы личных знакомств британского подданного и обросла невероятными подробностями, она на долгие годы отравила существование молодого человека. В следующем году Бенни решает дать бой своему обидчику и публикует статью о М. Н. Каткове с вызывающим названием: «Поскребите русского англомана и вы найдёте татарина».
О том, насколько прочно миф о Бенни-агенте вошёл в сознание современников, говорит тот факт, что несмотря на желание польских инсургентов видеть Артура Бенни в своих рядах, польский центральный комитет не выдал ему документов, необходимых для вступления в ряды повстанцев и официально объявил его шпионом. Бенни в отчаянии писал тогда Герцену:

Теперь, когда уже всеми признаваемые авторитеты и настоящие государственные силы, как центральный комитет русский и польский, попадают на мой счёт в ту же гнусную ошибку, как мальчишки и пьяницы… я требую суда, но суда полного и откровенного… пусть я, наконец, увижу и услышу обвинителей, пусть мне будут представлены категорически все пункты, в которых меня обвиняют, и пусть я имею возможность отвечать на них столь же прямо… я имею право требовать от Вас… чтобы Вы потребовали этого суда у здешнего комитета (к польскому я обращусь лично, и я уверен, что они мне не откажут в удовлетворении).— Артур Бенни, из письма А. И. Герцену, 3 (15) мая 1863 г.
Ответ Герцена на это письмо (если он был) не сохранился, но из дальнейших поступков Александра Ивановича явствует, что он изменил своё мнение об этом инциденте и в письмах к своему сыну уверял, что Бенни — честный человек, хотя и не разделял его «дурачеств» и «опрометчивости». При этом Герцен проявил совершенное непонимание недовольства Бенни, унижаемого клеветой и третируемого радикалами как шпиона и правительственного агента. Артуру Бенни требовалось официальное признание клеветы клеветой, чего при жизни Бенни так и не было сделано.

### Публицистика

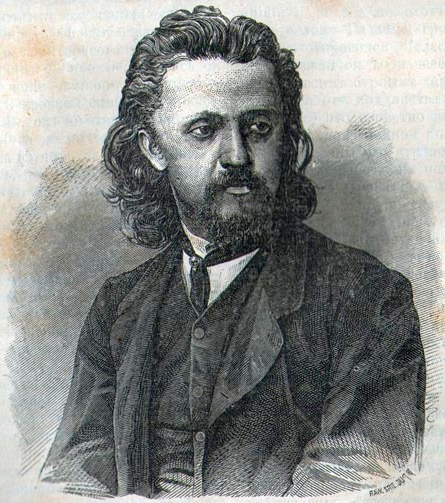
В герценовском окружении Василий Кельсиев считался знатоком старообрядчества

Бенни решает реабилитироваться в глазах революционеров и для этого предпринимает следующую тактику: «Мне не оставалось больше ничего делать, как положить мои документы [адреса царю] в сторону и стараться приобресть доверие посредством успеха в других, лишь от меня зависящих предприятиях». В планах Бенни устройство собственной типографии и организации подпольной газеты «Русская правда». Небольшому обществу, которое постепенно образовалось вокруг Бенни, удалось выпустить в марте-апреле 1862 года два выпуска «Русской правды». Оба номера представляли собой скорее прокламации, нежели обычные газеты, были посвящены польским событиям, написаны от лица русских, проникнуты сочувствием к угнетённым полякам и распространялись исключительно в Польше.
В кружок Бенни, по мнению американского автора, входили Н. С. Лесков, А. И. Ничипоренко, не отвернувшийся от Бенни по утверждению Уильяма Эджертона и вопреки мнению Лескова, а также латышский студент П. Д. Баллод. В этот круг входит и Василий Кельсиев во время своего месячного пребывания в России весной 1862 года в качестве турецкого подданного Яни.
После недолгого сотрудничества в московском еженедельнике «Русская речь» графини Салиас Бенни начинает сотрудничать в газете «Русский инвалид» полковника Н. Г. Писаревского (декабрь 1861 — февраль 1862), где пишет иностранные обзоры. Доступ к более радикальным изданиям — некрасовскому «Современнику» или «Русскому слову» из-за истории с шпионажем для Бенни оказался закрыт. Помимо этого Бенни печатался в «Книжном вестнике», умеренных журналах Ф. М. Достоевского «Время» и «Библиотека для чтения» П. Д. Боборыкина.
Сотрудничество с Писаревским также оказалось непродолжительным, вскоре весь кружок Бенни-Лескова перешёл в газету Павла Усова «Северная пчела». Здесь Бенни оставался постоянным сотрудником до закрытия газеты в 1864 году. Наступил относительно спокойный и самый плодотворный период деятельности Артура Бенни в России в качестве журналиста. Бенни и Лесков стали фактическими руководителями редакции этой крупнейшей петербургской газеты, а за П. С. Усовым сохранялись издательские функции. Бенни нанял большую квартиру в доме Н. И. Греча над типографией и сделал предложение пятерым своим друзьям жить совместно и делить квартплату на всех поровну. В числе приглашённых был писатель В. А. Слепцов, критик «Русского слова» Варфоломей Зайцев, Лесков, Ничипоренко и Пётр Баллод. Так началась история знаменитой слепцовской коммуны.

### Польское восстание
В 1863 году в Варшаве начинается польское вооружённое восстание, Бенни, по словам Лескова, сначала сочувствовал идее этого восстания, но сам в нём участия не принимал. В Петербурге Бенни навещали польские эмиссары с целью привлечь его к активному участию в разворачивающихся событиях, «он уже получил из Варшавы три повестки, требующие, чтобы он явился туда к революционному начальству», но космополитичный революционер под различными благовидными причинами уклонился от этого.
К концу 1863 года Бенни окончательно разочаровался в результатах польского восстания. Причина этого, по словам Лескова, в том, что Бенни сочувствовал революции интернациональной, социалистической, а не узко национальной, политической, каким ему представлялось польское выступление 1863 года. Возможно, при этом свою роль сыграл тот факт, что центральный комитет польских повстанцев отказал ему в своей регистрации и объявил его русским шпионом. Однако в период с 1862 по 1864 год Бенни неоднократно побывал на родине, в том числе чтобы проститься с умирающим отцом.

### Процесс тридцати двух

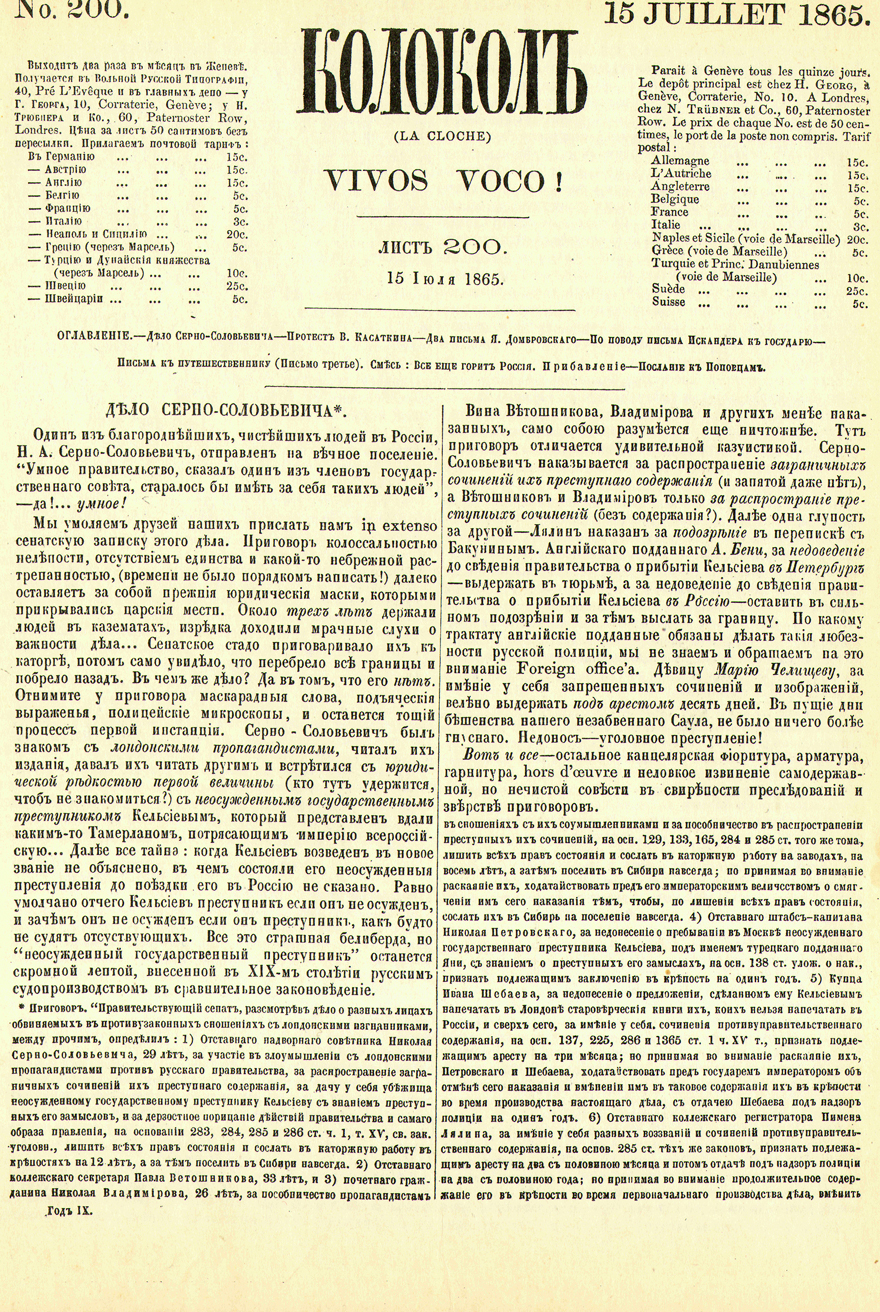
Искандер (Герцен) в передовой о процессе тридцати двух просит британский Foreign Office заступиться за Бенни

Спокойная жизнь Бенни была нарушена начавшимся во второй половине 1862 года «Делом о лицах, обвиняемых в сношениях с лондонскими пропагандистами», или Процессом тридцати двух. Один за другим были арестованы герценовские эмиссары П. А. Ветошников, А. И. Ничипоренко, Н. М. Владимиров, привлечены к дознанию Н. В. Альбертини, Артур Бенни, И. С. Тургенев и многие другие. Всем им в той или иной мере инкриминировалась связь с М. А. Бакуниным, А. И. Герценом, Н. П. Огарёвым, В. И. Кельсиевым, В. И. Касаткиным и др.
Разбирательство длилось почти три года: с 7 июля 1862 по 27 апреля 1865 года. Центральной фигурой процесса был Н. А. Серно-Соловьевич, однако полиции удалось выйти на след и задержать многих других деятелей подпольной организации «Земля и воля». В ходе процесса половина подсудимых, в том числе И. С. Тургенев, Альбертини, С. В. Максимов были оправданы, некоторые, в том числе Ничипоренко, умерли до окончания следствия. Лескову удалось избежать судебного преследования, Бенни как британский подданный был наказан трёхмесячным сроком и последующей пожизненной высылкой из России за недонесение на В. И. Кельсиева, прибывшего от Герцена в Россию по поддельным документам турецкого подданного Яни.
Но даже после завершения процесса и оглашения приговора обвинения в шпионаже Артура Бенни в пользу III Отделения не прекращались. Год спустя после прекращения переписки Бенни и Герцена (февраль 1862 года) их связи возобновились, это произошло в марте 1863 года. Александр Иванович с годами всё менее подозрительно относился к деятельности Бенни и в июле 1865 года в своём «Колоколе» позорил русское правительство за то, что оно наказывает английского подданного за факт отсутствия доноса на Кельсиева. Однако к обвинениям российских революционных деятелей в моральной нечистоплотности Бенни прибавились обвинения его и со стороны польских инсургентов (свидетельство И. С. Тургенева).
По словам Лескова, к моменту оглашения приговора (май 1865 года) Бенни уже находился в долговой тюрьме, поскольку «Северная пчела» закрылась ещё в 1864 году, и журналистская деятельность не приносила доходов, не обеспечивала англичанину ни приличной квартиры, ни питания, ни одежды. Бенни был арестован в июне и, по отбывании трёхмесячного заключения, в октябре 1865 года навсегда был изгнан из России, так и не дождавшись прижизненной реабилитации в печати своего честного имени.

## Без России

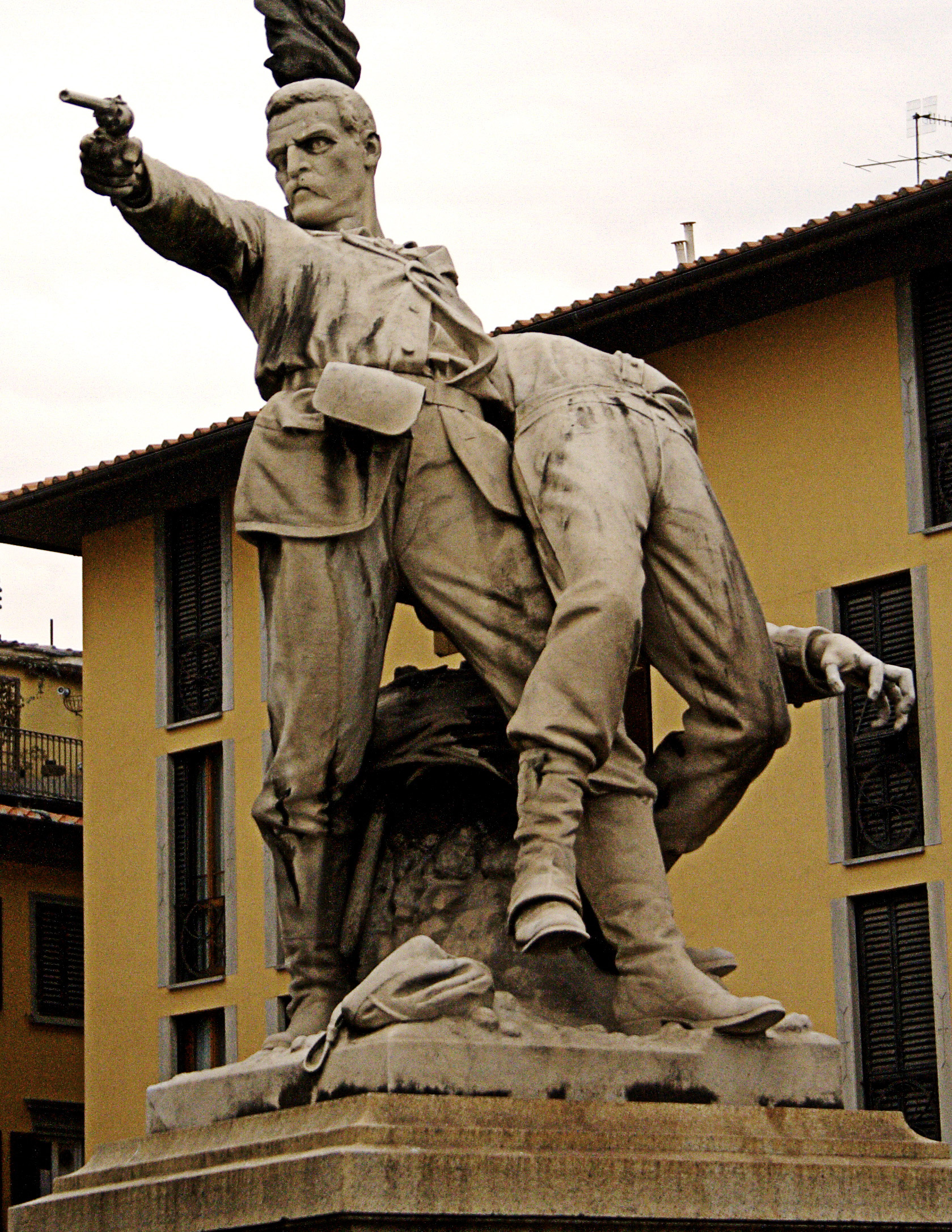
Монумент во Флоренции в память о 150 отважных гарибальдийцах, павших в сражении при Ментане

Будучи изгнанным из России Бенни обосновался в Швейцарии и начал сотрудничество в английской печати. Самая известная его статья этого времени «Русское общество» («Russian Society») появилась в Fortnightly Review в 1866 году. В мае 1867 года В. И. Кельсиев на границе с Бессарабией сдался русским властям, написал автобиографическую «Исповедь», попросил разрешения жить в России при условии полного отказа от противоправительственной деятельности. Александр II, прочитав рукопись, простил бывшего «неосужденного государственного преступника», и спустя два месяца Кельсиев был совершенно восстановлен в гражданских правах. При этом он не выдал властям своих бывших политических единомышленников и вернулся к привычной литературной деятельности.
Его примеру решил последовать и Бенни. Единственное обвинение против Бенни со стороны русского правительства, состоявшее в укрывательстве Кельсиева и недонесении о нём властям, пало. Поскольку Кельсиев больше не состоял под судом, формальных поводов к преследованию Артура Бенни у российских властей не было. Тогда Бенни написал покаянное письмо начальнику III Отделения и шефу корпуса жандармов графу П. А. Шувалову со словами просьбы предоставить возможность стать «истинным и преданным подданным русского царя… полезным членом великой русской семьи» и вложил его в письмо И. С. Тургеневу. Тургенев выполнил просьбу Бенни и передал письмо Шувалову, но тот наложил резолюцию: «Повременить впредь до востребования». Возможно, предполагает У. Эджертон, Артур Бенни, не испытывая иллюзий по поводу политической системы России, просто скучал по дружеским связям в Петербурге, испытывал ностальгию по своей второй родине. Получив запрет на въезд в Россию, он тем самым лишился возможности бывать и в родной Польше.
Получив отказ русского правительства, Бенни поехал корреспондентом в Италию, сопровождая гарибальдийские отряды в их втором походе на Рим. 3 ноября папские войска нанесли сокрушительное поражение войскам Гарибальди в сражении при Ментане, 150 человек гарибальдийцы потеряли убитыми. Был ранен в правую руку и Бенни, он попал в плен и 4 ноября 1867 года с раздробленной рукой был доставлен в госпиталь святого Онуфрия (San Anofrio). Находясь на положении пленного мятежника, Бенни не получал надлежащего ухода со стороны медицинского персонала. По настоянию А. Н. Якоби он был переведён в госпиталь святой Агаты, там ему стало немного лучше, но начавшееся заражение крови вынудило врачей ампутировать больному руку, и от прогрессирующей гангрены Артур Бенни скончался 28 декабря 1867 года в возрасте 28 лет. Похоронен на римском кладбище Festano 30 декабря. А. Н. Якоби сделала запись в своём дневнике: «30 декабря схоронили Бени на Festano. Были на похоронах: я, Коптева, m-lle Pelis и m-me Schwarz».
Его смерть русская печать встретила разнородными некрологами («Иллюстрированная газета» В. Р. Зотова, «Санкт-Петербургские ведомости», В. Ф. Корша, письма И. С. Тургенева в защиту Бенни в «Санкт-Петербургских ведомостях» по поводу некрологов). Четыре года спустя, летом 1872 года, А. Н. Якоби, находясь в гостях у Гарибальди на острове Капрере, спросила его, знал ли он о том, что в рядах гарибальдийцев сражался русский волонтёр Артур Бенни. Гарибальди уклончиво ответил ей, что русских в его рядах было мало, видимо, потому, что они не желали вмешиваться в итальянские дела.

## Особенности характера
Н. С. Лесков, несколько лет лично знавший Артура Бенни, описывает его характер со слов самого Бенни с детства «нежным, впечатлительным и способным увлекаться
до бесконечности». Эти свойства характера во многом унаследовал и возмужавший Бенни. Следствием этой мягкости было сочувствие к социальным низам, к простолюдинам, сформировавшим из Артура «настоящего, искреннего и ревностного демократа и социалиста». Он характеризует своего героя как «неопытного и восторженного Телемака, честного маньяка». У. Эджертон отмечает в характере Бенни наряду с нравственной чистотой и некоторой наивностью (проявившейся в частности в идеализации русской крестьянской общины), приводившей подчас к необдуманным, рискованным поступкам, необходимые для революционера выдержку, твёрдость и решительность.
По словам В. В. Чуйко, Бенни «выдержанный якобинец, не знавший никаких компромиссов и идущий к цели с напряжённой энергией человека, глубоко убеждённого, но узкого и прямолинейного». По утверждению Лескова, Бенни был девственно чист, целомудрен, избегал оргий, попоек, игр, лёгких отношений с женщинами и осуждал подобные связи в других. По мнению Лескова, девственность Бенни явилась причиной опасных заболеваний Бенни, которые вынужден был лечить петербургский доктор В. М. Тарновский. В Петербурге Бенни полюбил Марию Николаевну Коптеву, ставшую прообразом Лизы Бахаревой в романе Лескова «Некуда». Молодые люди смогли пожениться только за границей, в изгнании.

## «Загадочный человек» и загадка Лескова
Николай Лесков посвятил Артуру Бенни сразу два своих произведения: роман «Некуда», где Бенни выведен в виде центрального положительного образа романа Василия (Вильгельма) Райнера, заграничного социалиста, столкнувшегося с повседневными реалиями российской жизни: грубостью, невежеством, самонадеянностью русских псевдореволюционеров, образы которых писатель показывает с нескрываемой издёвкой: Пархоменко (А. И. Ничипоренко), Белоярцев (В. А. Слепцов), Арапов (П. Э. Аргиропуло), Красин, Завулонов (А. И. Левитов), Сахаров (Е. М. Феоктистов), маркиза де Бараль (Евгения Тур), Оничка, её сын (Е. А. Салиас) и другие. Роман был напечатан в журнале «Библиотека для чтения» в 1864 году, то есть при жизни Бенни, но после смерти Ничипоренко.
Роман, подписанный псевдонимом М. Стебницкий, вызвал смешанные настроения в обществе, споры и недоразумения вокруг нового произведения оказали влияние на всю последующую творческую судьбу Лескова. В произведении в карикатурном виде узнали себя прототипы многих персонажей романа. Произведение тут же было объявлено очередным пасквилем на «нигилистов» и всю русскую демократическую общественность, с другой стороны, положительные герои романа — социалист Райнер и русская революционерка Лиза Бахарева (М. Н. Коптева), — хорошо удались писателю, но их миссия — революционная борьба в косной, неразвитой стране, какой предстаёт в романе Россия начала шестидесятых годов, — оказываются обречены на неуспех. Произведение было написано по горячим следам подавленного польского восстания 1863 года и вобрало в себя многие его реалии. Центральный персонаж Райнер на последних страницах романа героически гибнет, и это не оставляет никаких сомнений в том, что Лесков сам не верил в возможность преображения России революционным путём.
Трагическая смерть Райнера, о которой Бенни мог читать на страницах посвящённого ему произведения, оказалась пророческой — спустя три года Бенни так же получил смертельное ранение в рядах гарибальдийцев. А образ благородного, чистого, искреннего, отважного социалиста настолько полюбился читателям, что сразу вслед за выходом журнального варианта произведения потребовались два переиздания тиража романа.

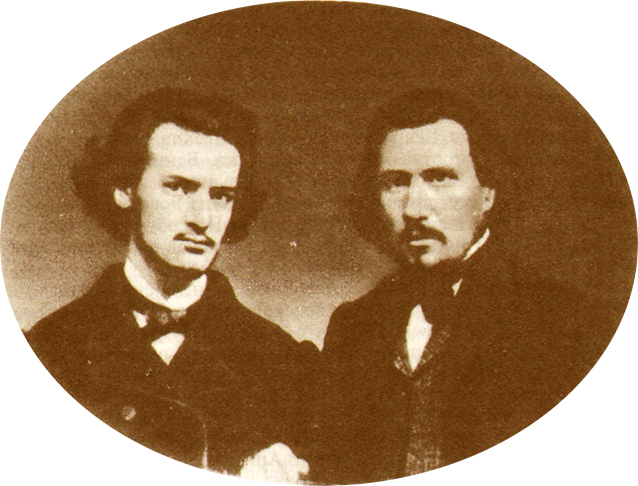
Артур Бенни и Николай Лесков, 1861—1862. Орловский государственный литературный музей

В реальной жизни судьбы Бенни и Лескова были связаны, как и в романе. Лесков познакомился с Бенни в июле 1861 года в редакции московской газеты «Русская речь», когда Бенни, совершая агитационную поездку с Ничипоренко в Нижний Новгород и Орёл, проездом останавливался в Москве, на квартире Лескова. Планы всех этих предприятий были хорошо известны Лескову и послужили основой будущего документального очерка «Загадочный человек», который появился уже после смерти Бенни. Лесков и Бенни оставались в дружеских отношениях вплоть до конца пребывания Бенни в России. Они долгое время жили на одних квартирах, общались с одним и тем же кругом знакомых, печатались в одних и тех же газетах и журналах, помогали друг другу в поисках литературного труда. Лесков как старший и несравненно более литературно одарённый партнёр помогал выправлять журнальный слог Бенни, помогал шлифовать литературный перевод романа Эдуарда Бульвер-Литтона «Последние дни Помпеи», сделанного Бенни.
В свою очередь, Бенни помог Лескову с рекомендательными письмами в Париж к своему брату Карлу, когда Лесков решил предпринять поездку за границу в 1862 году. Лесков становится участником «слепцовской коммуны» — совместного проживания революционной и околореволюционной молодёжи, которую сам же впоследствии памфлетно описал в романе «Некуда» за якобы присутствовавший там «свальный грех». Даже если какие-то рецидивы подобного могли происходить, сам инициатор этих коммун Бенни не имел к этому никакого отношения. Как складывалось взаимопонимание Бенни и Лескова при достаточно сложном и желчном характере писателя — неизвестно. Известно, что Бенни на протяжении всей жизни пользовался неизменным уважением и почитанием Лескова, он не раз помогал английскому социалисту, в том числе материально.
Лесков в своих произведениях достаточно смело и далеко не беспристрастно описывал своих знакомых, за что пользовался репутацией сплетника, пасквилянта и агента III Отделения. Обвинения в агентурном служении Бенни и Лескова делало их биографии в чём-то схожими. Так Д. И. Писарев, один из самых влиятельных литературных критиков 1860-х годов, произнёс свой приговор над автором романа «Некуда»: «Найдётся ли теперь в России — кроме „Русского вестника“ — хоть один журнал, который осмелился бы напечатать на своих страницах что-нибудь выходящее из-под пера г. Стебницкого и подписанное его фамилиею?» На этом доступ в популярные либеральные журналы для Лескова оказался закрыт на долгие двадцать лет.
Однако публиковать панегирический очерк Лескова «Загадочный человек» об Артуре Бенни не захотел даже «Русский вестник». Его редактор М. Н. Катков не мог простить Артуру Бенни истории с подписями под адресом государю и задиристую статью Бенни о Каткове «Поскребите русского англомана и вы найдёте татарина» в «Северной пчеле». Парадоксальность самого Лескова состояла в том, что он не хотел себя отождествлять ни с одной партийной доктриной: ни с консервативной, ни с радикальной, чего долго не могли понять ни русские либералы, ни охранители. Этим объяснялся памфлетный дух его произведений, Лесков пробовал на прочность радикалов, и многие его творческие предвидения сбылись. В частности, сбылось его предвидение о том, что часть бывших нигилистов испытает разочарование в революционной деятельности и обратится в ренегатство. В то же время разногласия с социалистами не отвратили писателя от стремления к общественному прогрессу, правда этот прогресс виделся писателю отнюдь не революционным.
Связь двух таких разнородных людей, как Бенни и Лесков — одна из многих загадок Артура Бенни, которого воспринимали многие как ортодоксального социалиста-доктринёра. Стремление Бенни вернуться в Россию, когда там после выстрела Д. В. Каракозова началась общественная реакция, противоречивое отношение к польскому восстанию — всё это, по мнению американского исследователя У. Эджертона, до сих пор позволяет считать поведение Бенни немотивированным и загадочным Непонятным моментом в истории Бенни остаются его отношения с Андреем Ничипоренко, ещё одним членом некогда дружного триумвирата. По мнению Эджертона, Лесков с какой-то целью пытался скрыть от общественности тот факт, что всех троих людей с лета 1861 до лета 1862 года объединяла прочная дружба.
Простое объяснение этому то, что Ничипоренко на процессе 32-х очень быстро начал выдавать своих знакомых, и Лесков опасался за оглашение порочащей его информации. Но впоследствии Ничипоренко отказался от прежних своих показаний и 7 ноября 1863 году умер в Петропавловской крепости, не дождавшись завершения следствия. Лесков же остался на свободе и даже не привлекался к дознанию, в отличие от Бенни. В «Загадочном человеке», как и в «Некуда», Ничипоренко изображён в максимально непривлекательном виде. Действий Ничипоренко также не одобрял Василий Кельсиев, с которым они вместе учились, но он относился к Ничипоренко иначе:

Вообще, Ничипоренко был, как оказалось после, человек весьма ненадёжный… он франтил своим революционерством, играя роль какого-то заговорщика. Я знал его ещё с коммерческого училища… вообще его считали в Петербурге одним из столпов нашей партии. Только связь с Бенни бросала на него тень, но, к чести Ничипоренки, он не порывал её в угоду общему мнению.
— В. И. Кельсиев, «Исповедь»
По версии Лескова, Ничипоренко сообщил следствию о том, что Кельсиев, приехав в марте 1862 года из Лондона в Петербург, остановился у Бенни на Гороховой улице близ Каменного моста в доме № 29, что Бенни на следствии отрицал. После предложения очной ставки с Ничипоренко, Бенни был вынужден признать факт укрывательства у себя Кельсиева. После этого у Бенни был изъят российский вид на жительство, и до конца следствия у него оставался лишь английский паспорт. О решительности Бенни говорит также тот факт, что Кельсиев сам не решился визировать свой поддельный паспорт турецкого подданного в полиции, но смелость Бенни помогла уладить дело с фальшивым паспортом в полицейском участке. Имея английский паспорт, Бенни мог в течение двух лет, не дожидаясь исхода сенатского разбирательства, сам покинуть Россию, но сознательно не делал этого.
Согласно Лескову, в оставшиеся два с небольшим года, с 1862 по 1865 год, Бенни испытывал всё новые и новые неудачи: инициатива по организации волонтёрской дружины из студентов для прекращения апраксинских пожаров; инициатива по организации женского труда и провал «слепцовской коммуны», арест и высылка в Сибирь Н. Г. Чернышевского, которого Бенни намеревался спасать, прекращение «Северной пчелы» и газетной работы, несчастная любовь к Марии Коптевой, парализовавшая волю юноши и сделавшая его бездеятельным, болезнь, нищета, физическое истощение, долговая тюрьма, арест и выдворение из России в октябре 1865 года обернулись разочарованием в своей бесплодной деятельности. Впервые прочитавший в тюрьме «Мёртвые души» Гоголя, Бенни воскликнул:

— Представьте, что только теперь, когда меня выгоняют из России, я вижу, что я никогда не знал её. Мне говорили, что нужно её изучать то так, то этак, и всегда, из всех этих разговоров, выходил только один вздор. Мои несчастия произошли просто оттого, что я не прочитал в своё время «Мёртвых душ». Если бы я это сделал хотя не в Лондоне, а в Москве, то я бы первый считал обязательством чести доказывать, что в России никогда не может быть такой революции, о которой мечтает Герцен.
— Отчего вы так думаете? — спросили его.
— Оттого, что никакие благородные принципы не могут привиться среди этих Чичиковых и Ноздрёвых.— Н. С. Лесков, «Загадочный человек», гл. 40.
Тем не менее, перед смертью в римском госпитале Артур Бенни говорил А. Н. Якоби: «Только бы поправиться, как бы мне хотелось вернуться в Россию: я рад, что, встретя вас, могу говорить по-русски».

## В позднейшей литературе
Артур Бенни - герой восторженного стихотворения Сергея Маркова "Артуру Бенни, русскому гарибальдийцу" (1939), написанного в связи с событиями гражданской войны в Испании. Обстоятельства гибели Бенни, по-видимому, описаны в стихотворении в легендарно-героическом ключе ("Прямой палаш наёмного имперца // Вошёл в твою тоскующую грудь"), однако в целом интерес Маркова к Бенни явно не был поверхностным, о чём свидетельствует строка "Пусть клевета твои сжигала дни".

## Адреса в Санкт-Петербурге
- Гороховая ул., д. 29.